# Takeshi Aoki
Takeshi Aoki (青木 剛, Aoki Takeshi) est un footballeur japonais né le 28 septembre 1982 à Takasaki dans la préfecture de Gunma au Japon.

## Palmarès
- Championnat du Japon 2016